# سلیمه
سلیمه نامی است دخترانه با ریشه عربی سلیم به معنی دارای قدرت داوری و تشخیص درست. افراد شاخص با این نام از این قرارند:
- سلیمه عبدالله‌بخش بازیکن کبدی اهل جمهوری اسلامی ایران
- سلیمه صفر تنیس باز تونسی
- سلیمه رنگزن هنرپیشه ایرانی